# Elonka Dunin

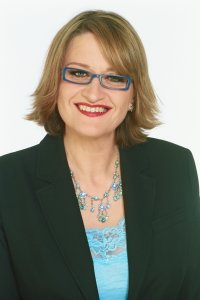
Elonka Dunin

Elonka Dunin (* 29. Dezember 1958 in Santa Monica) ist eine amerikanische Spieleentwicklerin, Kryptologin, Unternehmensberaterin und Autorin.

## Leben
Geboren in Kalifornien, studierte sie Astronomie an der UCLA und trat danach in die United States Air Force ein. Sie war bei der RAF Mildenhall und der Beale Air Force Base stationiert, wo sie an den Aufklärungsflugzeugen Lockheed SR-71 Blackbird und Lockheed U-2 Dragon Lady arbeitete.
Mehr als zwei Jahrzehnte lang war sie General Manager und Executive Producer bei Simutronics in St. Louis. Im Jahr 2014 zog sie nach Nashville, um beim Aufbau des neuen Spielestudios Black Gate Games zu helfen. 2016 zog sie nach Maryland, wo sie seit 2020 als Unternehmensberaterin für Accenture tätig ist. Sie ist Mitglied der International Game Developers Association.
Ihr lebenslanges Interesse gilt darüber hinaus der Kryptologie, worüber sie zahlreiche Veröffentlichungen verfasst hat. Eines ihrer jüngsten Bücher zu diesem Thema hat sie 2020 zusammen mit Klaus Schmeh geschrieben. Als Rednerin hält sie regelmäßig Vorträge zu ihren Lieblingsthemen: Spiele, Wikipedia, Kryptographie, mittelalterliche Geschichte und Geocaching.

## Bücher (Auswahl)
- mit Klaus Schmeh: Codebreaking – A Practical Guide. Robinson 2020, ISBN 978-1-47214-421-8.
- The Mammoth Book of Secret Code Puzzles. Robinson 2006, ISBN 978-1-84529-325-3.

## Weitere Veröffentlichungen (Auswahl)
- mit Magnus Ekhall, Konstantin Hamidullin, Nils Kopal, George Lasry, Klaus Schmeh: How we set new world records in breaking Playfair ciphertexts. Cryptologia, 2021,  doi:10.1080/01611194.2021.1905734.